# ツチスドリ科
ツチスドリ科（ツチスドリか、学名 Grallinidae）は、鳥類スズメ目に属していた1科である。1980年代ごろまで使われたが、現在はほとんど使われない。

## 分布
オーストラリア、ニューギニア

## 分類
3属4種が属していた。
- Grallina cyanoleuca, Magpie-lark, ツチスドリ
- Grallina bruijni, Torrent-lark, ヤマツチスドリ
- Corcorax melanorhamphos, White-winged Chough, オオツチスドリ
- Struthidea cinerea, Apostlebird, ハイイロツチスドリ

しかしこれらは、Sibleyらによる初期の分子系統により多系統だと判明し、オオツチスドリとハイイロツチスドリはオオツチスドリ科 Corcoracidae として分離され、残りのツチスドリ属2種はカササギヒタキ科 Monarchidae に含められた。なおSibley分類ではそれぞれ、カラス科オオツチスドリ亜科、カラス科オウチュウ亜科カササギヒタキ族とされていた。
過渡的に、ツチスドリ属2種のみをツチスドリ科とする分類も存在した。